# Wawrzyszew (stacja metra)
Wawrzyszew – stacja linii M1 metra w Warszawie zlokalizowana w rejonie ulic: Kasprowicza, Wolumen i Lindego.

## Opis stacji

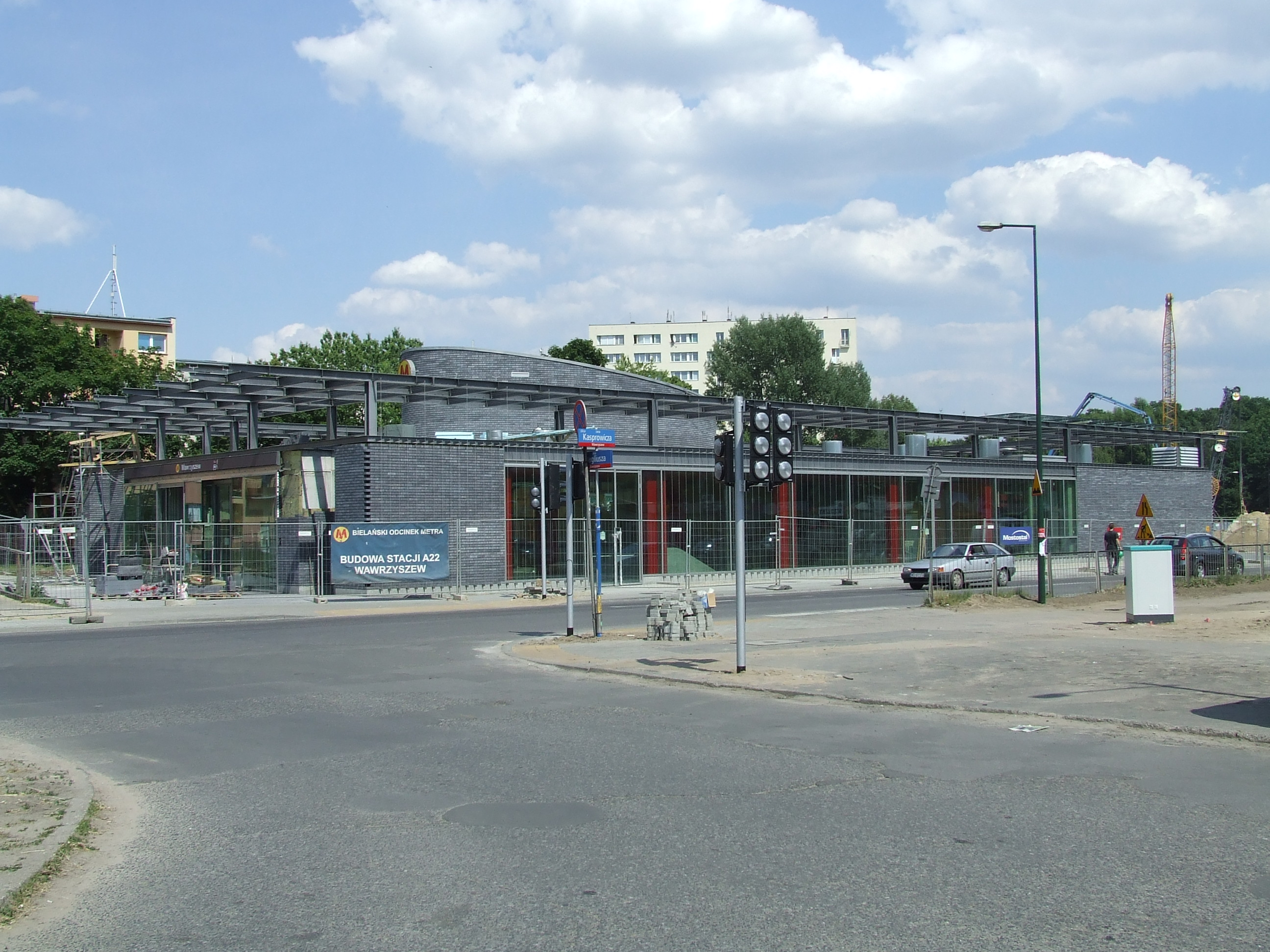
Część nadziemna stacji w czerwcu 2008

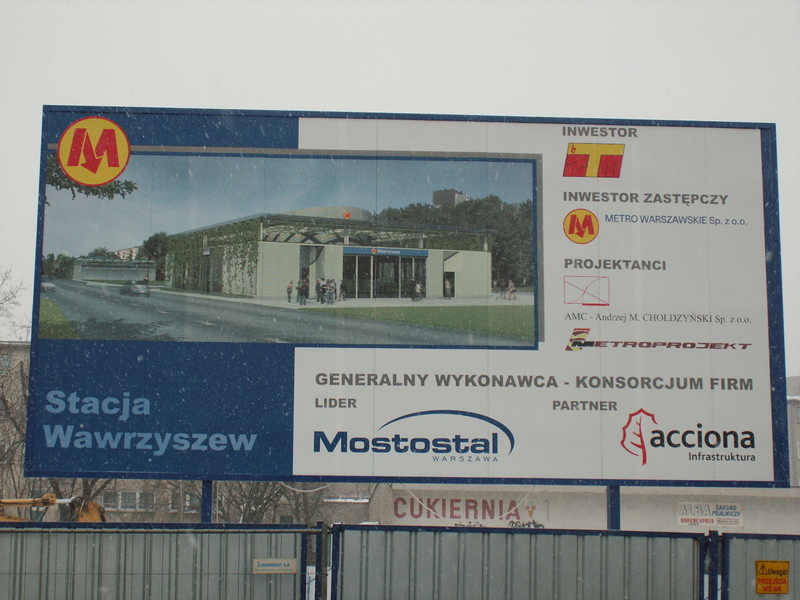
Projekt stacji

Stacja jednokondygnacyjna. Perony, szerokości 4.5 metra każdy, są rozmieszczone po bokach stacji, a tory metra pośrodku. Długość stacji 149 m. Cała stacja jest położona wzdłuż ulicy Kasprowicza. Głowica południowa wychodzi na ulice Wolumen oraz Lindego. Północne wyjścia są blisko ul. Wergiliusza. Stacja jest zlokalizowana tuż obok bazaru Wolumen. Na końcach stacji są umieszczone schody ruchome i stacjonarne. Wyjściem do stacji jest murowany budynek z rozsuwanymi drzwiami, a nie – jak dotychczas – zadaszona wiata. Stację charakteryzuje oryginalne, pomalowane na czerwono wejście od strony bazaru Wolumen. Peron jest utrzymany w kolorach szarości z kamiennymi ławkami. Bielański odcinek metra Słodowiec – Młociny był budowany metodą odkrywkową.
Uruchomienie stacji Stare Bielany i Wawrzyszew było uwarunkowane stopniem zaawansowania pracy przy budowie stacji Młociny. Za stacją Wawrzyszew nie ma zwrotnicy umożliwiającej zawracanie składów. Aby zawrócić, pociągi jeżdżą do komory torów odstawczych, która znajduje się za stacją Młociny.

## Ostatnie przygotowania
Budowa stacji została zakończona. W okresie 25-27 lipca 2008 (weekend) prowadzono jazdy próbne pociągów na odcinku Stare Bielany – Wawrzyszew. Mogło to spowodować przestoje na stacji Marymont i Słodowiec, ponieważ pociągi na jazdach próbnych korzystały z komory torów rozjazdowych znajdującej się za stacją Słodowiec (gdzie wcześniej zawracały składy metra). Podczas jazd próbnych testowano tory oraz wszystkie systemy w tunelach i dwóch stacjach. 24 lipca 2008 w ramach odbiorów technicznych stacji odbyło się próbne zadymienie obu stacji. Testowano też wentylatory. Stacja została ostatecznie oddana do ruchu pasażerskiego 25 października 2008 r.

## Terminy
- Data rozstrzygnięcia przetargu – 29 listopada 2005 r. Przetarg na budowę tuneli i dwóch stacji (Stare Bielany oraz Wawrzyszew) wygrało konsorcjum Mostostalu Warszawa i firmy Acciona Development.
- Data zawarcia umowy – 31 maja 2006 r.
- Data rozpoczęcia budowy – czerwiec/lipiec 2006 r.
- Data zakończenia budowy – czerwiec 2008 r.
- Data oddania do ruchu pasażerskiego – 25 października 2008 r.
- Czas realizacji zamówienia – 16 i pół miesiąca.
- Koszt budowy dwóch stacji i tuneli – 217 697 410 zł.